# Gens Ninnia
La gens Ninnia fue una familia plebeya de la Antigua Roma. Los primeros miembros de la gens aparecen en Capua durante la segunda guerra púnica, y se encuentran en Roma hacia el fin de la República.

## Origen de la gens
Los Ninnii parecen ser de origen campanio. Dos hermanos de esta familia alojaron a Aníbal cuando entró en la ciudad de Capua en 216 a. C., en el periodo posterior a la Batalla de Cannas.  El historiador Tito Livio les identifica como miembros de la noble casa capuana de los Ninnii Celeres.

## Praenomina utilizada por la gens
Los Ninnii Celeres utilizaron los praenomina oscos, Sthenius y Pacuvius. Una rama de la familia en Roma utilizó en el siglo I a. C. el praenomen latino, Lucius.

## Ramas y cognomina del gens
Se conocen dos cognomina de la gens en tiempo republicano: Celer, el cual significa "veloz", perteneciente a una familia de los Ninnii de Capua durante la segunda guerra púnica. El apellido Quadratus se ha encontrado entre los Ninnii de Roma en el tiempo de Cicerón.